# Étangs à Cistude d'Europe du Charolais
Étangs à Cistude d'Europe du Charolais este o arie protejată (sit de importanță comunitară — SCI) din Franța întinsă pe o suprafață de 512 ha, integral pe uscat.

## Localizare
Centrul sitului Étangs à Cistude d'Europe du Charolais este situat la coordonatele 46°34′06″N 4°20′51″E / 46.56833°N 4.3475°E.

## Înființare
Situl Étangs à Cistude d'Europe du Charolais a fost declarat arie specială de conservare în baza directivei 92/43 din 1992 referitoare la conservarea habitatelor naturale și a faunei și florei sălbatice pentru a proteja 2 specii de animale.

## Biodiversitate
Situată în ecoregiunea continentală, aria protejată conține 9 habitate naturale: Depresiuni pe substraturi de turbă de Rhynchosporion, Mlaștini împădurite, Pajiști cu Molinia pe soluri calcaroase, turboase sau argilos-nămoloase (Molinion caeruleae), Liziere de ierburi înalte hidrofile de câmpie și de nivel montan până la alpin, Păduri acidofile de stejar bătrân cu Quercus robur pe câmpii nisipoase, Cursuri de apă de la nivel de câmpie la nivel montan, cu vegetație Ranunculion fluitantis și Callitricho-Batrachion, Păduri aluvionare cu Alnus glutinosa și Fraxinus excelsior (Alno-Padion, Alnion incanae, Salicion albae), Lacuri eutrofice naturale cu vegetație de tip Magnopotamion sau Hydrocharition, Ape stătătoare oligotrofe până la mezotrofe, cu vegetație de Littorelletea uniflorae și/sau de Isoëto-Nanojuncetea.
La baza desemnării sitului se află mai multe specii protejate:
- amfibieni (1): izvoraș-cu-burta-galbenă (Bombina variegata)
- reptile (1): țestoasa de baltă (Emys orbicularis)

Pe lângă speciile protejate, pe teritoriul sitului au mai fost identificate 13 specii de plante, 88 de specii de păsări, 4 specii de amfibieni, 1 specie de mamifere, 3 specii de reptile.